# الکانتارا
الکانتارا (به اسپانیایی: Alcántara) یک شهرستان در اسپانیا است که در اکسترمادورا واقع شده‌است.

## خصوصیات
الکانتارا ۵۵۲ کیلومترمربع مساحت و ۱٬۶۵۳ نفر جمعیت دارد و ۲۹۱ متر بالاتر از سطح دریا واقع شده‌است.